# Тіосечовина
Тіосечовина — хімічна речовина, похідна сечовини, в якій атом кисню замінений на атом сірки.

## Одержання
Тіосечовину можна одержати з тіоціанату амонію, хоча розділення продукту та вихідної речовини в рівноважній реакції є складним.
Технічний синтез здійснюють введенням у водну суспензію ціанаміду кальцію сірководню і вуглекислого газу.
{\displaystyle \mathrm {CaCN_{2}+3\,H_{2}S\rightarrow Ca(SH)_{2}+(NH_{2})_{2}CS} }
{\displaystyle \mathrm {2\,CaCN_{2}+Ca(SH)_{2}+6\,H_{2}O\rightarrow 2\,(NH_{2})_{2}CS+3\,Ca(OH)_{2}} }
{\displaystyle \mathrm {Ca(OH)_{2}+CO_{2}\rightarrow CaCO_{3}+H_{2}O} }

## Характеристики

### Фізичні властивості
Тіосечовина утворює безбарвні кристали без запаху. Сполука не має різкої точки плавлення, оскільки перегрупування в тіоціанат амонію відбувається вище 153 °C. У літературі наведені точки плавлення від 167 °C до 182 °C. Тіосечовина має орторомбічну кристалічну структуру. Атоми вуглецю і сірки лежать у дзеркальній площині, тому молекула має точкову групу симетрії CS. Вона майже плоска, тому симетрія становить приблизно C2v. Коли кристал охолоджується або знаходиться під високим тиском, фазові переходи тверде тіло — тверде тіло призводять до кристалічних структур з іншою симетрією.

### Хімічні властивості
Тіосечовина є органічною сполукою і комплексоутворювачем. Зустрічається у двох таутомерних формах. У водних розчинах домінує тіонова форма:

Тіонова і тіолова форми тіосечовини

## Використання
У 1993 році світове річне виробництво становило 10 000 тонн. Як чиста сполука тіосечовина в основному використовується (25 % виробництва) для екстракції таких металів як золото та срібло з руд. Використовується також як добавка в діазопапір (16 % виробництва) і як каталізатор ізомеризації малеїнової кислоти до фумарової кислоти (12 % виробництва). Проте найбільше тіосечовина використовується як реагент для виробництва діоксиду тіосечовини (27,5 % виробництва) Інші важливі програми:
- Як відбілювальна добавка в гальванічних ваннах[7]
- В аналітичній хімії для виявлення вісмуту (жовте забарвлення в розчині азотної кислоти)[8]
- Добавка до вибухових речовин
- Обробка металу[5]
- Чистка металу (чистка срібла)[5]
- Модифікація смол[5]
- Виробництво допоміжних матеріалів для текстильної та лакофарбової промисловості[5]
- Отримання хімічних проміжних продуктів[5]
- Перетворення на тіобарбітурати (барбітурати, такі препарати, як тіопентал) з використанням похідних ефіру діетилмалонової кислоти
- Розділення н -алканів та ізо -алканів при екстракційній кристалізації сечовини[9]

## Біологічне значення
Тіосечовина може інгібувати ферменти тирозиназу та уреазу.

## Техніка безпеки
Тіосечовина класифікується як канцерогенна речовина, категорія 2 (обмежені докази канцерогенності для людей) і токсична для репродуктивної функції, категорія 2 (імовірне заподіяння шкоди ненародженій дитині). Її дуже важко видалити зі стічних вод за допомогою звичайних методів очищення стічних вод.